# Да здравствует Сомали
Да здравствует Сомали (сомал. Soomaaliya Ha Noolaato) — бывший государственный гимн Сомали с 1960 по 2000 год. 
Сомалийская республика была образована 1 июля 1960 года в результате объединения подопечной территории Сомали (бывший Итальянский Сомалиленд, ныне Сомали) и государства Сомалиленд (бывший Британский Сомалиленд, ныне Сомалиленд). В это время в качестве государственного гимна было принято бессловесное и безымянное произведение итальянского композитора Джузеппе Бланка. Этот гимн оставался в употреблении в период Сомалийской Демократической Республики с 1969 по 1991 год. Его заменили в 2000 году на Soomaaliyeey toosoo.